# Rio Vallarsa
Il rio Vallarsa (Brantenbach in tedesco) è un corso d'acqua che scorre in provincia di Bolzano.

## Percorso
Sorge sul monte Corno Bianco. 

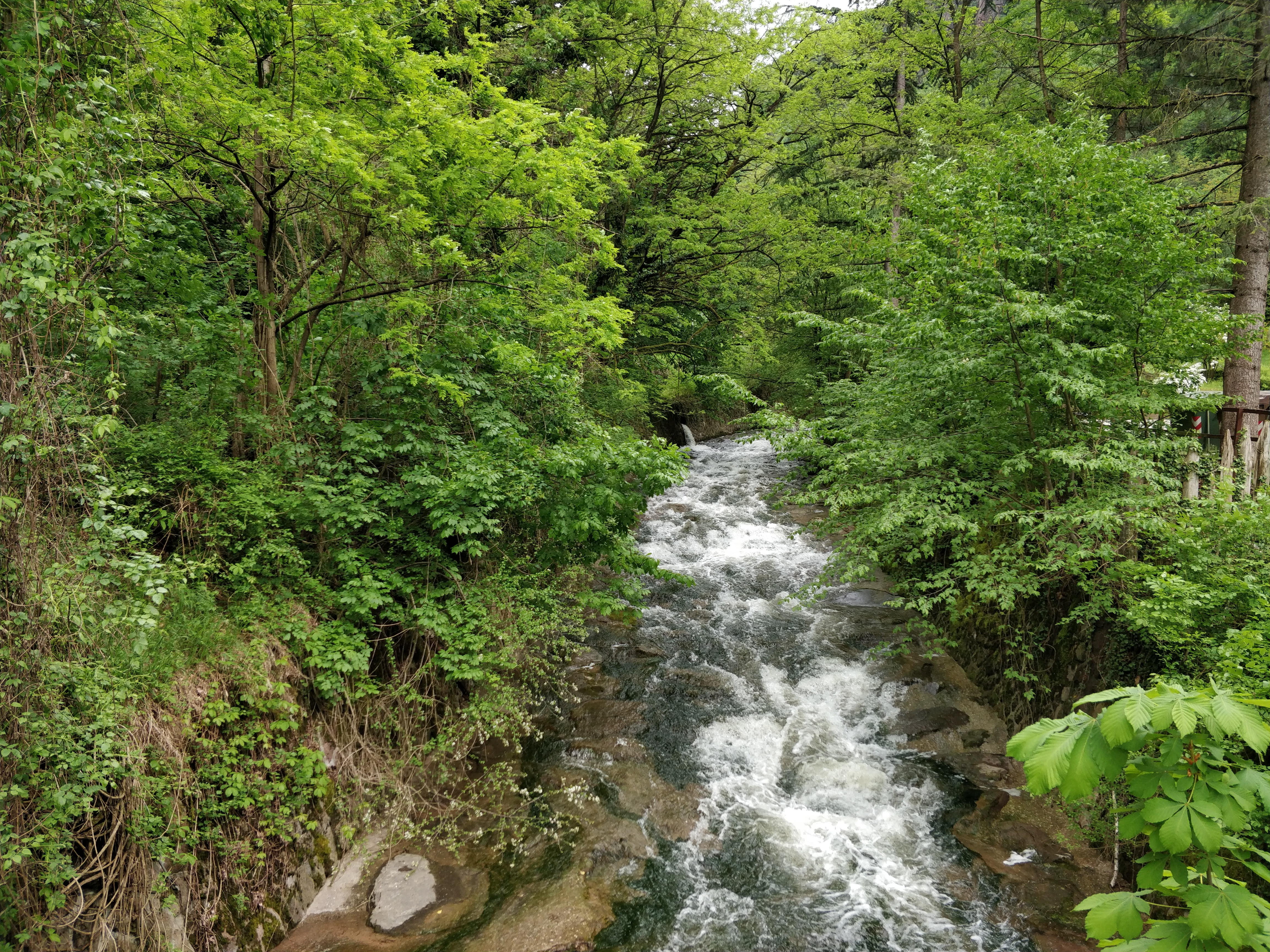
Il rio nel tratto a monte di Laives

Il Vallarsa attraversa poi l'omonima valle (Brantental) a partire da Nova Ponente, costeggiando la strada che collega quel paese a Laives. Attraversa quindi la città di Laives, dove il corso è circondato su entrambe le sponde da un parco, e sfocia quindi, poco dopo aver ricevuto le acque della Fossa Landgraben, nella Fossa di Laives, un canale artificiale che scorre in direzione sud a partire dalla zona industriale di Bolzano, e che dopo l'unione col Vallarsa prosegue come Fossa di Bronzolo fino ad Ora, dove si getta nell'Adige.

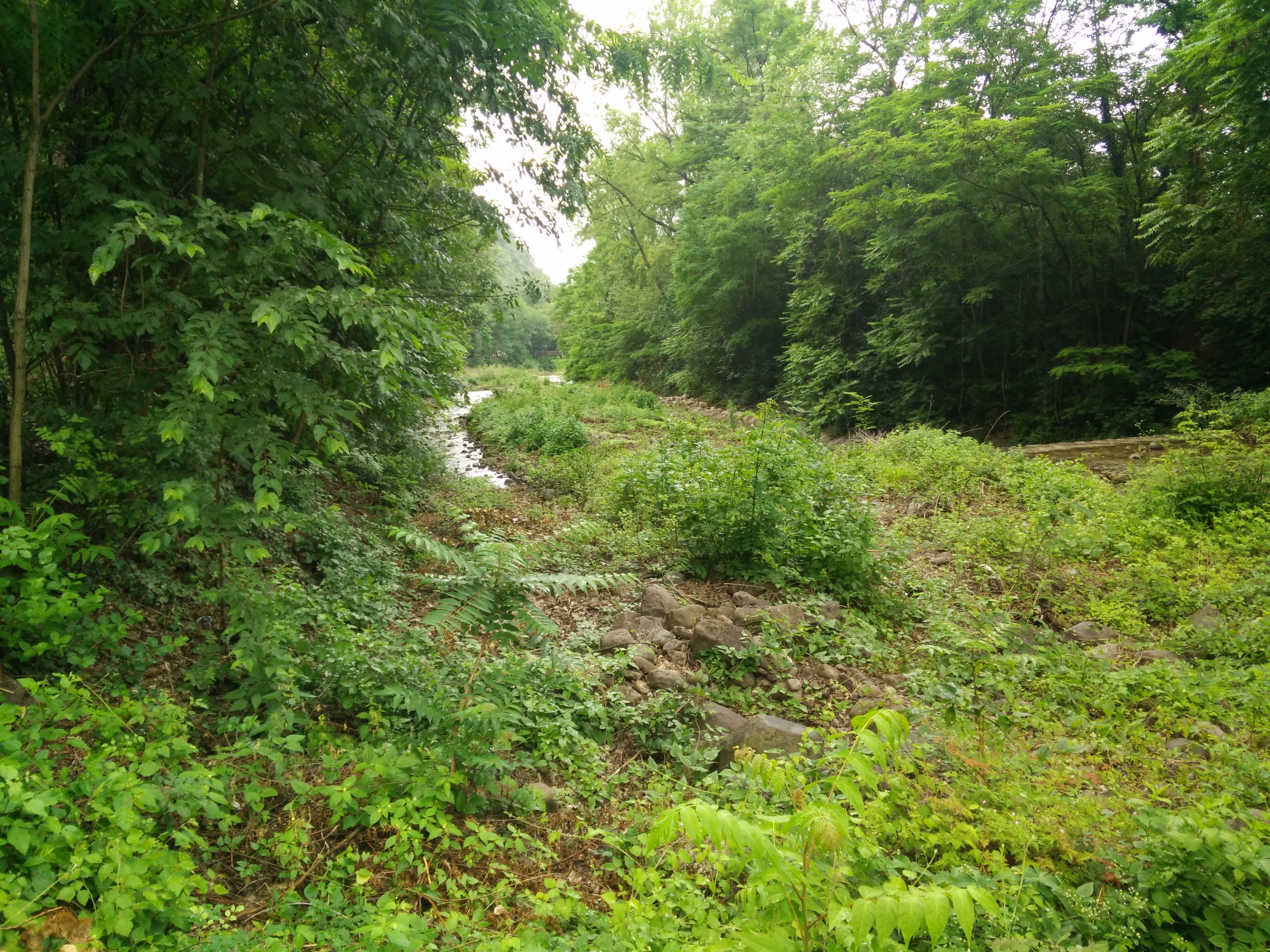
Il corso poco a monte del ponte antistante lo Sportcenter Rio Vallarsa

La conoide su cui sorge l'abitato di Laives è opera del rio.

## Collegamenti esterni

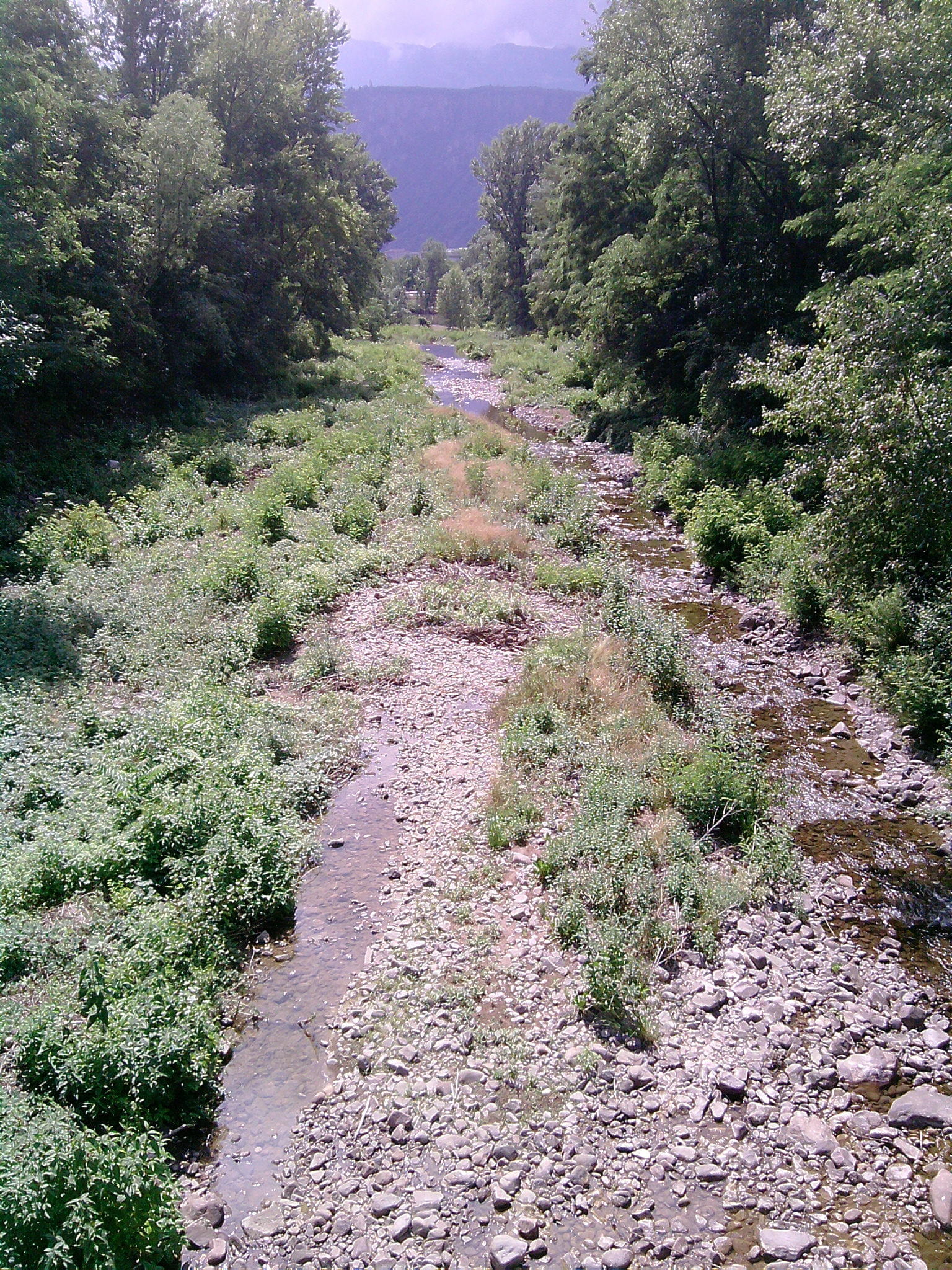
Il rio nell'abitato di Laives